# Trophithauma gastroflavidum
Trophithauma gastroflavidum är en tvåvingeart som beskrevs av Liu 1995. Trophithauma gastroflavidum ingår i släktet Trophithauma och familjen puckelflugor.
Artens utbredningsområde är Yunnan (Kina). Inga underarter finns listade i Catalogue of Life.